# Rudawiec (szczyt)
Rudawiec (czes. Polská hora lub Červené Bahno, niem. Rote Sümpfe, inne nazwy: Bieleń, Ruda Paprotnia, Rude Bagna, 1106,41 m n.p.m.) – trzeci co do wysokości szczyt Gór Bialskich. Według regionalizacji fizycznogeograficznej Polski J. Kondrackiego znajduje się w Górach Złotych (332.61).
Wyższa od niego jest Travna hora (1121 m n.p.m.), a po polskiej stronie granicy jej drugorzędny wierzchołek – Postawna (1117 m n.p.m.) oraz Brusek. Jednak przez żaden z wymienionych wierzchołków nie prowadzi znakowany szlak turystyczny (pomiędzy nimi przebiega granica państwa), dlatego też na liście Korony Gór Polski znalazł się Rudawiec, stając się w ten sposób reprezentantem małych Gór Bialskich. Rudawiec położony jest w grzbiecie granicznym w południowej części gór.

Rudawiec jest kulminacją rozległego, silnie urzeźbionego masywu i stanowi zwornik trzech grzbietów: pasma Rudych Krzyży (1053 m n.p.m.) od południowego zachodu, grzbietu Iwinki (1076 m n.p.m.) od południowego wschodu oraz krótkiego grzbietu Białej Kopy (1033 m n.p.m.) od północy.
Masyw Rudawca wydzielają: dolina potoku Bielawka od zachodu i północy, dolina Czarnego Potoku od północnego wschodu i od południa głęboka dolina Kunčického potoka, położona po czeskiej stronie Gór Bialskich. Położony na europejskim dziale wodnym masyw zbudowany jest w całości z łupków metamorficznych i gnejsów gierałtowskich i porośnięty w większości przez lasy regla dolnego, a w partiach szczytowych rzadkim lasem regla górnego. Północne i wschodnie zbocza góry porasta Puszcza Jaworowa, której najbardziej cenne fragmenty objęte są ochroną jako rezerwat przyrody Puszcza Śnieżnej Białki.
Rudawiec należy do Korony Gór Dolnego Śląska

## Turystyka
Przez Rudawiec prowadzi  szlak turystyczny z Bielic przez przełęcz Płoszczynę na Śnieżnik, w większości prowadzący granicą polsko-czeską.

Północnym zboczem Rudawca prowadzi droga do Przełęczy Suchej, będąca przedłużeniem Duktu nad Spławami, trawersującego wschodnie zbocze góry.

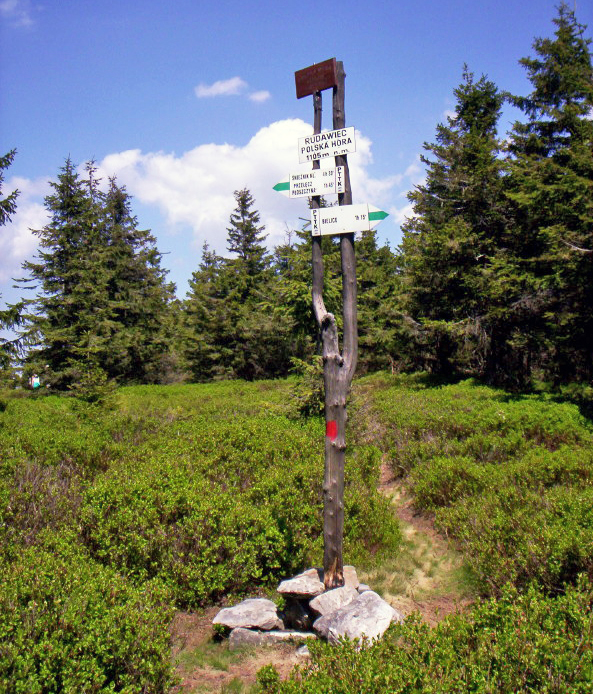
Na szczycie Rudawca